# Лісовий провулок
Лісови́й прову́лок — провулок у Дарницькому районі міста Києва, місцевість Бортничі. Простягається від Лісної вулиці до Демидівської.

## Історія
Лісовий провулок виник у середині ХХ століття під такою ж назвою.